# 상원 (당 숙종)
상원(上元, 760년 윤 4월 ~ 761년 9월)은 당나라(唐) 숙종(肅宗) 이형(李亨)의 세번째 연호이다. 1년 5개월 동안 사용 하였다. 
상원 2년(761년) 9월, 숙종이 연호제를 폐지하고 그해를 원년(元年)으로 삼았다. 그리고 11월을 건자월(建子月)로 바꾸는 것으로 시작하여, 지지(地支)를 이용하여 월을 표기하는 것을 실시하였다. 이듬해 건사월(建巳月, 4월)에 연호제를 부활시켜 보응(寶應)으로 개원할 때까지 바뀐 칭원법과 월표기를 사용하였다.

## 개원
- 건원(乾元) 3년 윤 4월 19일[1](760년 6월 7일)에 연호를 상원(上元)으로 개원함.[2][3][4][5]

- 상원(上元) 2년 9월 21일[6](761년 10월 23일)에 연호제를 폐지하면서, 그 해를 원년(元年)으로 칭함.[2][3][7][5]

- 2년(二年)[8]건사월(建巳月) 16일[9](762년 5월 14일)에 연호제를 부활 시키면서, 연호를 보응(寶應)으로 개원함.[2][3][7][5]

## 연대 대조표
| 상원       | 원년       | 2년        | (3년)      |
| 서기(西紀) | 760년      | 761년      | 762년      |
| 간지(干支) | 경자(庚子) | 신축(辛丑) | 임인(壬寅) |

## 동시대 연호

### 한국
발해(渤海)
- 대흥(大興) (737년 ~ 793년)

### 중국
남조(南詔)
- 찬보종(贊普鍾) (752년 ~ 768년)

연(燕, 안사의 난)
- 순천(順天) (759년 ~ 761년)
- 현성(顯聖) (761년 ~ 763년)

기타
- 단자장(段子璋) 황룡(黃龍) (761년)
- 이진(李珍) 정덕(正德) (761년)

### 일본
- 덴표호지(天平寶字) (757년 ~ 765년)

## 같이 보기
- 다른 왕조의 같은 연호
  - 남조(南詔) 상원(上元, 784년 ~ 808년)

- 중국의 연호 목록